# Syrenmal
Syrenmal (Gracillaria syringella) är en fjäril i familjen Styltmalar (Gracillariidae). Den har normalt en vingbredd på 9 till 13 millimeter. 
Syrenmal lever där det finns syren, ask eller liguster. Den lägger sina ägg nära mittnerven på dessa växters blad. 
I Norden är denna fjäril ganska vanlig i den södra halvan, i Norge och Sverige något längre norrut längs kusterna.  